# Famille von Derenthall
 (juin 2023).
La famille von Derenthall (parfois Derenthal ou encore Dehrental) est une ancienne famille de la noblesse allemande et suédoise.

## Histoire
La famille Derenthall est originaire de la ville de Höxter en Westphalie et remonte à Johann von Derenthall, décédé vers 1330 et marié à une Mlle von Haversförde (de). Elle y possédait le manoir de Natzungen (de) (documenté en 1662) et en Poméranie les domaines de Butow (1792–1842) (arrondissement de Saatzig), Jakobshagen (1830) et Pustamin (1842–1857). La branche aînée, qui portait un trèfle en armoiries, s'éteint le 25 novembre 1663 en la personne de Anna Marie von Derenthall, épouse de Henrich Diederich von Hövel.

## Personnalités
- Hans Derenthal, maire de Höxter (1518).
- Johann von Derenthall (1574-1630), docteur en droit, juriste, érudit, syndic, maire (1608) puis maire-président (1609) de Reval (en Estonie suédoise) (1608). Egalement diplomate, il est nommé plusieurs fois ambassadeur de la ville en Suède et en Allemagne, et le roi Gustave II Adolphe le nomme par deux fois commissaire aux négociations de paix avec la Pologne. Il était seigneur de Wiems (près Reval).
- Hans von Derenthall, fils du précédent, il est reçu au sein de la noblesse suédoise comme capitaine de cavalerie suédoise le 29 juin 1646.
- Daniel Ernst von Derenthall, conseiller de la Chambre royale (königlicher Kammerrat) et agent des terres (Landrentmeister) du comté de Ravensberg, élevé à la noblesse prussienne en 1703 par Frédéric Ier (roi de Prusse).
- Friedrich von Derenthall (de) (1797–1874), Generalleutnant prussien.
- baron Anton Philipp Ludwig Friedrich Otto von Derenthall († 1831), maréchal de la cour de la princesse Anne-Amélie de Prusse.
- Eduard von Derenthall (de) (1835–1919), juriste, diplomate (conseiller d'ambassade à Rome (1876), consul général à Alexandrie (1882), Weimar et Lisbonne (1886) et ambassadeur à Stuttgart(1897-1903)) et homme politique allemand (sous-secrétaire d'État au ministère des Affaires étrangères en 1899-1900), conseiller privé impérial (1896).
- Otto von Derenthall (1831-1910), général d'infanterie prussien, fils du commandant (major) August von Derenthall et de Luise, née von der Marwitz (de).

## Galerie

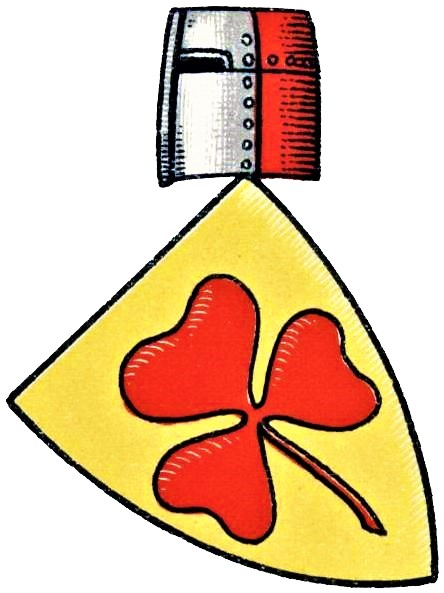
Armes ancestrales de la famille Derenthall
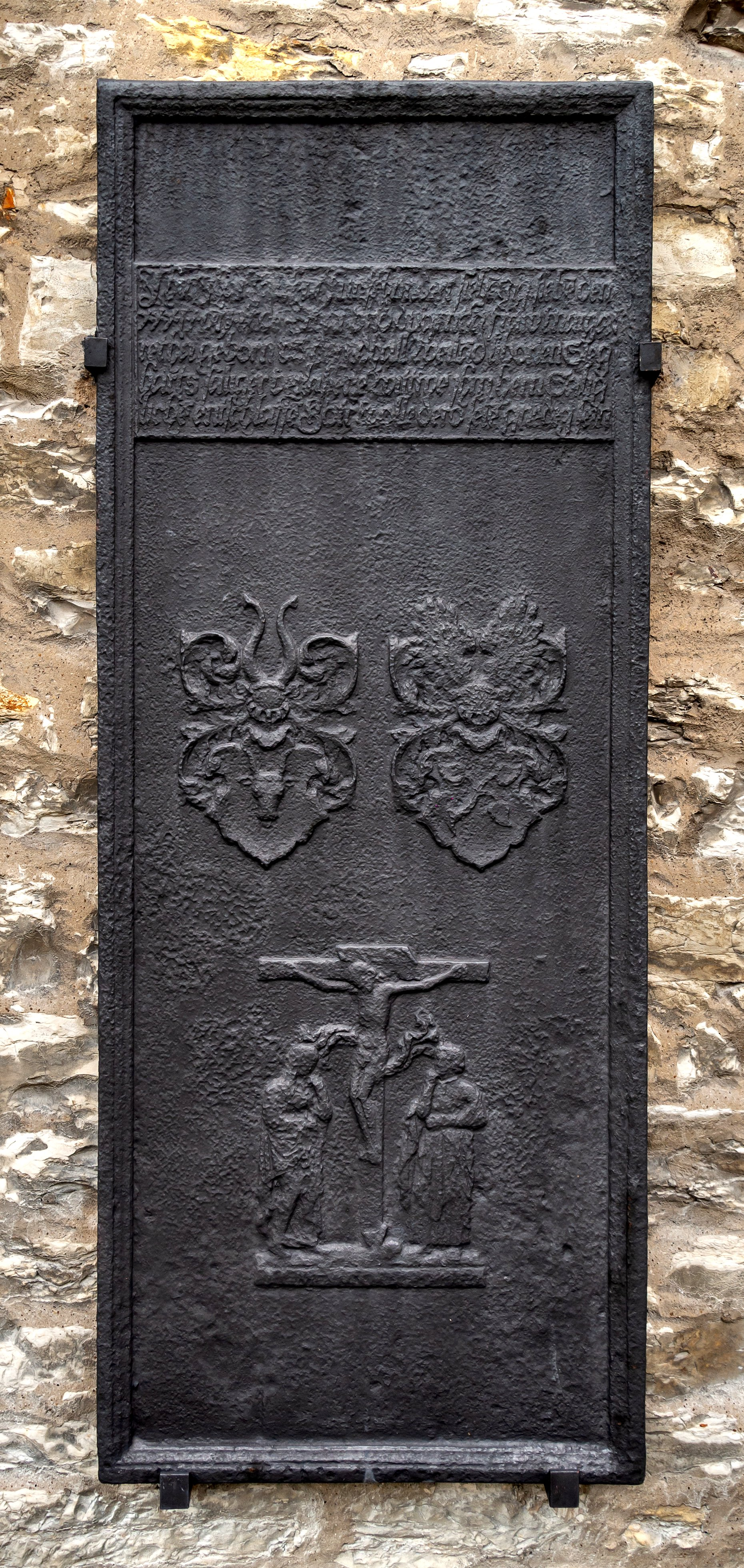
Pierre tombale des époux Liborius von Sieghart (à gauche) et Anna Margareta Derenthal († 1577) - église Saint-Ulrich de Paderborn
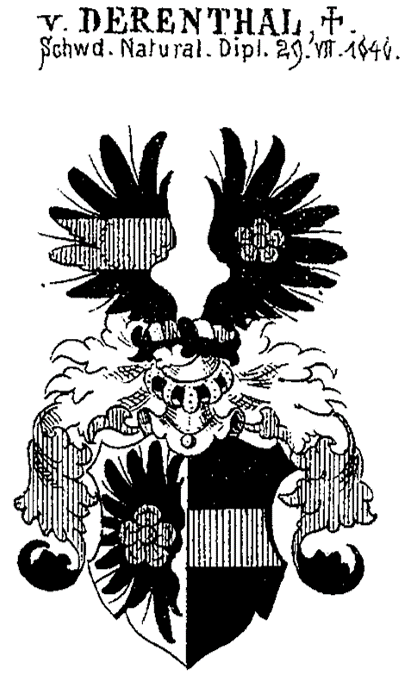
Armoiries des Derenthal (1646, Suède) issues du recueil Siebmacher

## Pour approfondir